# Robert Schächter
Robert Schächter (* 30. April 1958 in Wien) ist ein österreichischer Unternehmer, der an Firmen wie der Österreichischen Staatsdruckerei und der Krebsforschungsfirma Biolife Science beteiligt ist. Er hat mit seinem langjährigen Geschäftspartner Johannes Strohmayer Firmen wie die AV Digital (stellen Lautsprecher für Flughäfen, Bahnhöfe und Einkaufszentren) zu einer zweistelligen Millionenfirma aufgebaut. Diese wurde 2007 von Honeywell übernommen. Die Österreichische Staatsdruckerei steht zum Teil im Eigentum der G3 Privatstiftung, der GRT Privatstiftung und der österreichischen Staatsdruckerei Mitarbeiter-Beteiligungsstiftung. Die Firma ist börsennotiert.

## Leben
Robert Schächter erwarb 1980 einen Abschluss in Maschinenbau. Im Jahr darauf arbeitete er bei Dow Chemical im Marketing und Vertrieb. 1982 absolvierte er das MBA-Programm an der Universität Wien. 1984 wurde er Geschäftsführender Gesellschafter bei Petromontan. Er studierte 1995 Executive Management in Fontainebleau. Von 1994 bis 1999 war er General Manager bei Rhône-Poulenc Österreich. Er betreute das RP Osteuropa-Geschäft und übernahm das Spin-off-Management für Rhône-Poulenc Rhodia. Er war Supervisor Rhodia SA, Paris und Koordinator Rhône-Poulenc Rorer. 1999 wurde Schächter Geschäftsführender Gesellschafter der Euro Capital Partners (ECP).
Im Jahr 2008 erhielt Robert Schächter das Goldene Ehrenzeichen für Verdienste um die Republik Österreich. Dies wurde ihm von Claudia Schmied, Ministerin für Unterricht und Kultur im Bundeskanzleramt, verliehen.
Von 2004 bis 2013 war Robert Schächter Vorsitzender des Universitätsrates der Universität für angewandte Kunst. Seit 2014 ist er dort Honorarprofessor für den Lehrgang „The Art of Business“ am Institut für Bildende und Mediale Kunst.